# Augusto Mordasini
Augusto Mordasini (* 8. September 1846 in Comologno; † 3. Februar 1888 in Locarno) war ein Schweizer Politiker, Rechtsanwalt, Journalist, Zeitungsverleger sowie Tessiner Grossrat der Freisinnigen (Radikalen) Partei.

## Leben
Augusto Mordasini war Sohn des Notars Giovanni Antonio und dessen Ehefrau Anna Maria, geborener Remonda. Er blieb ledig. Nach dem Abschluss des kantonalen Lizeums in Lugano studierte er Rechtswissenschaften von 1862 bis 1865 an der Universität Genf und erwarb das Lizenziat. Dann arbeitete er als Anwalt in der Praxis seines Bruders Paolo. Gleichzeitig begann er als Journalist an den radikalen Blättern Locarnos zu mitarbeiten: Il Progresso von 1864 bis 1867, Il Democratico von 1868, L’Impavido von 1870 bis 1873 und Il Tempo (1874), den er zusammen mit Rinaldo Simen gegründet hatte.
Mit letzterem gründete er 1878 Il Dovere, das offizielle Organ der liberalen Partei, dessen Herausgeber er war. Von 1881 bis 1888 war er Abgeordneter im Tessiner Grossen Rat. Mordasini  war auch im radikalen Vereinswesen sehr aktiv.
Er wurde zivil bestattet.